# ميخائيل ديفين
ميخائيل ديفين (بالإنجليزية: Michael Devine)‏ (19 مارس 1973 في جمهورية أيرلندا - ) هو لاعب كرة قدم أيرلندي في مركز حراسة المرمى. لعب مع نادي كورك سيتي ونادي ميدلزبره وووترفورد يونايتد وكوبه رامبلرز ‏.

## وصلات خارجية
- ميخائيل ديفين على موقع قاعدة بيانات كرة القدم.إي يو (الإنجليزية)